# Спиридон Тримифунтський
Спиридо́н Тримифу́нтський, також Спиридо́н Саламі́нський (грец. Ἃγιος Σπυρίδων бл. 270, Аскія, Кіпр — 12 грудня, близько 348 року) — ранньо-християнський кіпрський святий та чудотворець, єпископ міста Тримифунт (сучасний Саламін). Святий шанується у православній та римо-католицькій церквах.

## Біографія
Про його життя збереглося дуже мало відомостей. Відомо, що він був пастухом, мав дружину та дітей. Всі свої прибутки він віддавав на потреби ближніх та чужинців, за що Господь нагородив його даром чудотворення: він зціляв невиліковно хворих та виганяв бісів. Після смерті дружини, в царювання імператора Костянтина Великого (306–337), його хиротонізували на єпископа Кіпрського міста Тримифунта. В сані єпископа святитель не змінив свого образу життя, поєднавши пастирське служіння з ділами милосердя. За свідченням церковних істориків, святитель Спиридон в 325 році брав участь у діяннях I Вселенського Собору.
Згадується у письменах чудо створене Святим на Першому Вселенському Соборі у Нікеї. 

"Слово Боже, Господь наш Іісус Христос Единосущний Отцеві, Сопристольний, Єдиночесний, Єдинославний. Бог − єдиний, але в Трьох Лицях, Трьох Іпостасях: Бог-Отець, Бог-Син і Бог-Дух Святий. Ці Три Лиця – єдиний Бог, єдина Сутність, Яку розум людський не може осягнути і зрозуміти. Як неможливо вмістити всю морську воду в одну чашу, так не може обмежений розум людський вмістити в себе й зрозуміти всю безмежність Божества. (Цит. за: Святой Спиридон чудотворец. Защитник и покровитель острова Корфу (Керкира). – EPTALOFOS. S.A. Athens, Greece. − Б. р. вид. – С. 21−22)"
Свої слова святий Спиридон підтвердив надзвичайним прикладом. Поклавши ліву руку до кишені, він вийняв глиняну цеглину, і демонструючи цеглину, перехрестив її правицею, виголосивши:
"В ім’я Отця…"
Після того він стиснув цеглину. Отці собору побачили, як зі словами святого вогонь, що охопив цеглину, піднявся від неї вгору. Чудотворець продовжив:
"І Сина…"
Додав єпископ. І тоді вода, за допомогою якої було замішано глину, потекла на долівку. Чудотворець промовив:
"І Святого Духа…"
Закінчив Спиридон. Після цього тільки суха глина залишилася на його долоні. Святий продовжив:
"Браття й отці мої, − продовжував чудотворець. – У цієї цеглини одна сутність та одна природа, але водночас вона складається з трьох: вогню, води і землі. Так і Господь Бог єдиний у сутності Своїй та природі, але в Лицях або Іпостасях Він – Трійця: Отець, Син і Дух Святий."
Ці слова вразили присутніх, і вони почали славити Господа. Осоромлений філософ Арій визнав свою поразку і сказав:
"Твої слова переконали мене, святий старче, а чудо підтвердило, що ти правий. Тепер я вірю від усієї душі, що Іісус Христос – Син Божий, Істинний та Єдиносущний Отцеві."
Святитель з великою любов'ю піклувався про свою паству. За його молитвою посуха змінювалась рясним животворящим дощем, а безперервні дощі — вітром, зцілювались хворі, виганялися демони. Одного разу до нього прийшла жінка з мертвою дитиною на руках, просячи заступництва святого. По своїй молитві, він вернув малятко до життя, побачивши це мати дитини померла в туж хвилину, і святий також зцілив її. 

## Посмертне шанування Святого Спиридона
Господь відкрив святителю наближення його кончини. Останні слова святого були про любов до Бога та ближніх. Близько 348 року під час молитви святитель Спиридон представився до Господа. Тіло було віднайденне нетлінним. Поховали його в храмі на честь святих апостолів в м. Тримифунті. В середині VII століття нетлінні мощі святителя перенесли в Константинополь, а в 1453 році — на острів Керкіра в Іонічному морі. Тут, в однойменному місті Керкіра (головне місто острова) і донині зберігаються святі мощі святителя Спиридона в храмі його ймення.
Докладніше: Собор Святого Спиридона
П'ять раз на рік на острові здійснюється урочисте святкування пам'яті святого Спиридона. На одному з таких святкувань був присутній український письменник Микола Гоголь, що справило на нього велике враження, оскільки він сам став свідком одного з чудес (один англієць не вірив, що мощі Св. Спиридона є правдиво нетлінні, а вважав, що в його спині є проріз і тіло — забальзамоване, на що самі мощі обернулися до нього спиною) — про це Гоголь сам оповідав при відвідинах Оптиної пустині, про що пише в своїх листах Святий Амвросій Оптинський.
В Україні в селищі Кореїз є пам'ятник святителю Спиридону Тримифунтському. Пам'ятник був відкритий 25 грудня 2012 року, автори — Олесь Сидорук і Крилов Борис.
Сьогодні станом на 28.03.2016 року мощі Св. Спиридона є на постійному перебуванні у м. Львові Вул. Лисенка, 43 — церква св. Йоана Золотоустого (колишній костел Серця Ісусового), у м. Борислав в церкві Св. Анни, у м. Вінниця в церкві Покрови Пресвятої Богородиці по вул. Київській, 1, а також у м. Одеса в соборному храмі святителя Спиридона за адресою: вул. Ак. Корольова, 43-в (навколо Південного ринку).

### День пам'яті та покровительство
- День пам'яті святого — 12 грудня[4].
- Святий Спиридон — покровитель острова Корфу, (Керкіра), Греція.

## Прибуття Святих мощей в Україну
З 26 квітня по 28 травня 2009 року в Україні перебували мощі святителя Спиридона Тріміфунтского.
- 10-11 травня — Рівне;
- 11-13 травня — Луцьк;
- 13-14 травня — Тернопіль;
- 14-16 травня — Чернівці;
- 16-18 травня — Вінниця;
- 18-20 травня — Миколаїв;
- 20-22 травня — Сімферополь;
- 22-24 травня — Луганськ;
- 24-26 травня — Донецьк;
- 26-28 травня — Запоріжжя.[5]